# Claude Jade
Claude Jade, geboren als Claude Marcelle Jorré (Dijon, 8 oktober 1948 – Boulogne-Billancourt, 1 december 2006), was een Franse actrice.

François Truffaut en Claude Jade bij de première van hun derde gezamenlijke film Vervlogen liefde, 1979

Jade studeerde aan het Conservatorium voor dramatische kunst (le Conservatoire d'art dramatique) van Dijon. Vervolgens ging ze naar Parijs, waar ze optrad voor televisie en toneel. Terwijl zij aan het Théâtre Moderne werkte, werd zij ontdekt door François Truffaut, die haar de rol van Christine Darbon gaf in zijn film Baisers volés (Gestolen Kussen). Haar schermdebuut plaatste Jade in de internationale schijnwerpers. Zij vertolkte de rol van Christine in Truffauts Domicile conjugal (De echtelijke woning) en speelde mee in L'Amour en fuite (Vervlogen liefde). Jade kreeg bekendheid, en kreeg de aandacht van Alfred Hitchcock, die haar in zijn film Topaz (1969) de rol van Michèle liet spelen. Dit leidde tot een internationale carrière in de Verenigde Staten, Italië, Japan, Duitsland en Rusland (Lenin in Paris, Téhéran 43). In de Japanse film Kita no misaki van Kei Kumai uit 1975 speelde Jade een Zwitserse non die tijdens een bootreis van Marseille naar Yokohama verliefd wordt op een Japans ingenieur.

Jade speelde in drie Belgische films: het cultsucces Home Sweet Home (1973) van Benoît Lamy (over opstand in een bejaardentehuis, met Jade als verpleegster), Le Témoin (1969, Vlaamse titel: De getuige) van Anne Walter en in twee rollen - Anne en Juliette - in Le Choix (De keuze, 1975) van Jacques Faber. Daarnaast speelde Jade in Franse films.
In Frankrijk speelde Jade onder andere de rol van Manette in Mon oncle Benjamin (Mijn oom Benjamin) van Edouard Molinaro, Eléanore in Le bateau sur l'herbe (De Boot op het gras) van Gérard Brach, en Françoise, de liefde van Robert Hossein, in Prêtres interdits (Afgestelde priesters) van Denys de La Patellière.
Daarnaast bleef Jade spelen voor televisie en op het toneel. Op televisie vertolkte zij haar rol van Véronique d'Hergemont, heldin van de miniserie L'île aux trente cercueils (1979). Van 1998 tot 2000 speelde zij Anna in de televisieserie Cap des Pins. Haar bijdrage aan de Franse cultuur werd in 1998 erkend, met een benoeming tot Chevalier de la légion d'honneur (Ridder in het Legioen van Eer, een van de hoogste Franse burgerlijke onderscheidingen). In 2000 ontving zij de New Wave Award tijdens het Palm Beach International Film Festival voor haar trendsettende rol in de wereldcinema.
Jade overleed op 58-jarige leeftijd aan de gevolgen van leverkanker.

## Films
Jade heeft in onder meer de volgende films gespeeld:
- 1968: Baisers volés (Gestolen kussen)
- 1968: Sous le signe de Monte Cristo
- 1969: Topaz
- 1969: Le témoin (De getuige)
- 1969: Mon oncle Benjamin (Mijn oom Benjamin)
- 1970: Domicile conjugal (De echtelijke woning)
- 1971: Le bateau sur l'herbe (De boot op het gras)
- 1972: Les feux de la chandeleur (Lentevuur)
- 1973: Home Sweet Home
- 1973: Prêtres interdits (De afgestelde priesters)
- 1975: Le Choix (De keuze)
- 1975: Le malin plaisir
- 1976: Kita no misaki
- 1976: Le collectionneur de cerveaux (De schakende robot)
- 1977: Fou comme François
- 1977: Una spirale di nebbia
- 1978: Le Pion (De Schoolfrik)
- 1979: L'Amour en fuite (Vervlogen liefde)
- 1980: Téhéran 43
- 1981: Lenin v Parizhe
- 1981: Le bahut va craquer
- 1982: L'honneur d'un capitaine
- 1982: Lise et Laura
- 1984: Une petite fille dans les tournesols
- 1987: L'homme qui n'était pas là
- 1990: Le bonheur des autres
- 1992: Tableau d'honneur
- 1994: Bonsoir
- 1998: Le Radeau de la Méduse
- 2004: À San Rémo